# Strangalia sumatrensis
Strangalia sumatrensis es una especie de escarabajo longicornio del género Strangalia, categorizada en la tribu Lepturini, de la subfamilia Lepturinae. Fue descrita por Gahan en 1907.

## Descripción
Mide 16 mm de longitud.

## Distribución
Se distribuye por Indonesia (Sumatra).